# 真人養臟湯
真人養臟湯一方出自《太平惠民和剂局方》,共有10味药组成，属于固涩剂中涩肠固脱的方剂。该方的功效是涩肠固脱，温补脾胃。主治：脾胃虚寒，久泻久痢症，主要以脾阳虚为主。可见的症状有：泻下日久，大便滑脱不禁，日夜无度，甚则脱肛坠下，或大便脓血，下痢赤白，里急后重，脐腹疼痛，倦怠食少，舌淡苔白等。
该方的组成为：罂粟壳、肉豆蔻、诃子、人参、白术、当归、白芍、肉桂、木香、甘草。

## 方解
中医方剂学认为：久泻久痢之症，是因为脾胃虚寒、固摄无权、气血失和所致。所以在方中罂粟壳来涩肠固脱止泻；肉豆蔻与诃子温中散寒，行气止痛；人参和白术用于益气健脾；当归、白芍以养血和血；肉桂用来温肾暖胃，消散阴寒；木香为理气药的可以芳香醒脾、行气和胃、使补而不滞；最后甘草用来调和诸药之用。

## 现代应用
慢性肠炎日久不愈属脾肾虚寒者，可因病情加减使用。

## 外部連結
- 真人養臟湯 中藥方劑圖像數據庫 (香港浸會大學中醫藥學院) （中文）（英文）